# Vamuna
Vamuna is een geslacht van vlinders van de familie van de spinneruilen (Erebidae). De wetenschappelijke naam van dit geslacht werd voor het eerst voorgesteld door Frederic Moore in een publicatie uit 1878.

## Soorten
- Vamuna alboluteola (Rothschild, 1912)
- Vamuna bipars Moore, 1878
- Vamuna maculata Moore, 1878
- Vamuna remelana (Moore, 1866)
- Vamuna virilis (Rothschild, 1913)